# Herlinde Koelbl

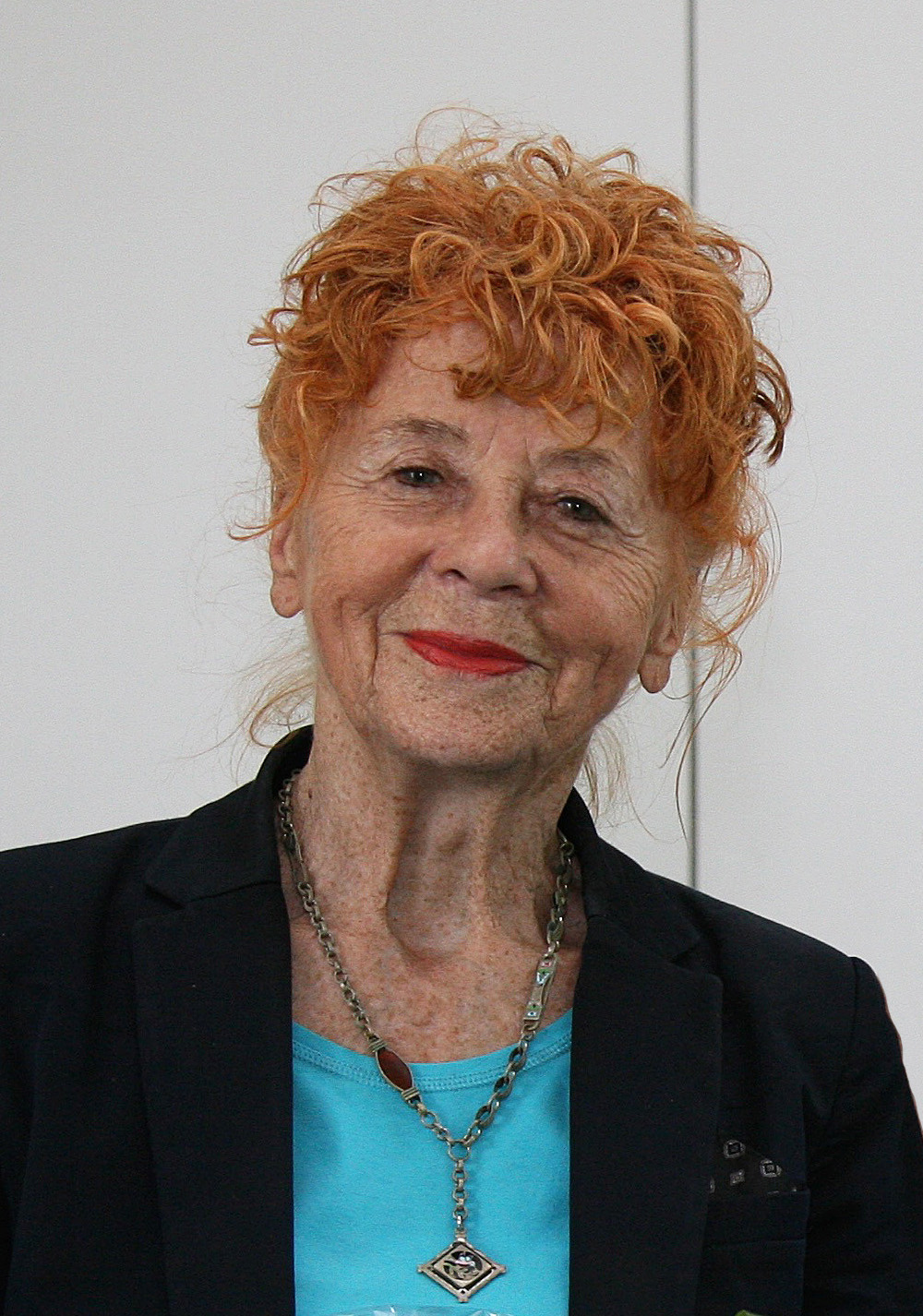
Herlinde Koelbl (2015)

Herlinde Koelbl (* 31. Oktober 1939 in Lindau, Bodensee) ist eine deutsche Fotografin und Dokumentarfilmerin. Unter anderem fotografierte und interviewte sie in einer Langzeitstudie bekannte deutsche Persönlichkeiten aus Politik und Wirtschaft.

## Leben
1960 nahm Herlinde Koelbl in München ein Modestudium auf. 1959 heiratete sie und wurde in der Folge Mutter von vier Kindern, darunter die 1965 geborene Tochter und spätere Journalistin und Autorin Susanne Koelbl.
Erst 1976 kam die Modedesignerin als Autodidaktin zur Fotografie und arbeitete unter anderem für renommierte Zeitschriften und Zeitungen wie Stern, Die Zeit und New York Times. In der Fachwelt hat sie sich mit diversen Ausstellungen im In- und Ausland einen Namen gemacht.
Der erste große Erfolg in der Öffentlichkeit war 1980 der Bildband Das deutsche Wohnzimmer. Es folgten weitere Bildbände wie 1984 Männer und 1996 Starke Frauen, die mutige und ehrliche Aktporträts enthalten. Bemerkenswert ist Koelbls preisgekröntes Werk Jüdische Porträts von 1989. Darin enthaltene Fotografien wurden im Jüdischen Museum Frankfurt, im Spertus Museum in Chicago und vielen anderen Museen ausgestellt. Ihr Werk Haare erschien 2007 parallel zur Ausstellung der Bilder in Hamburg.

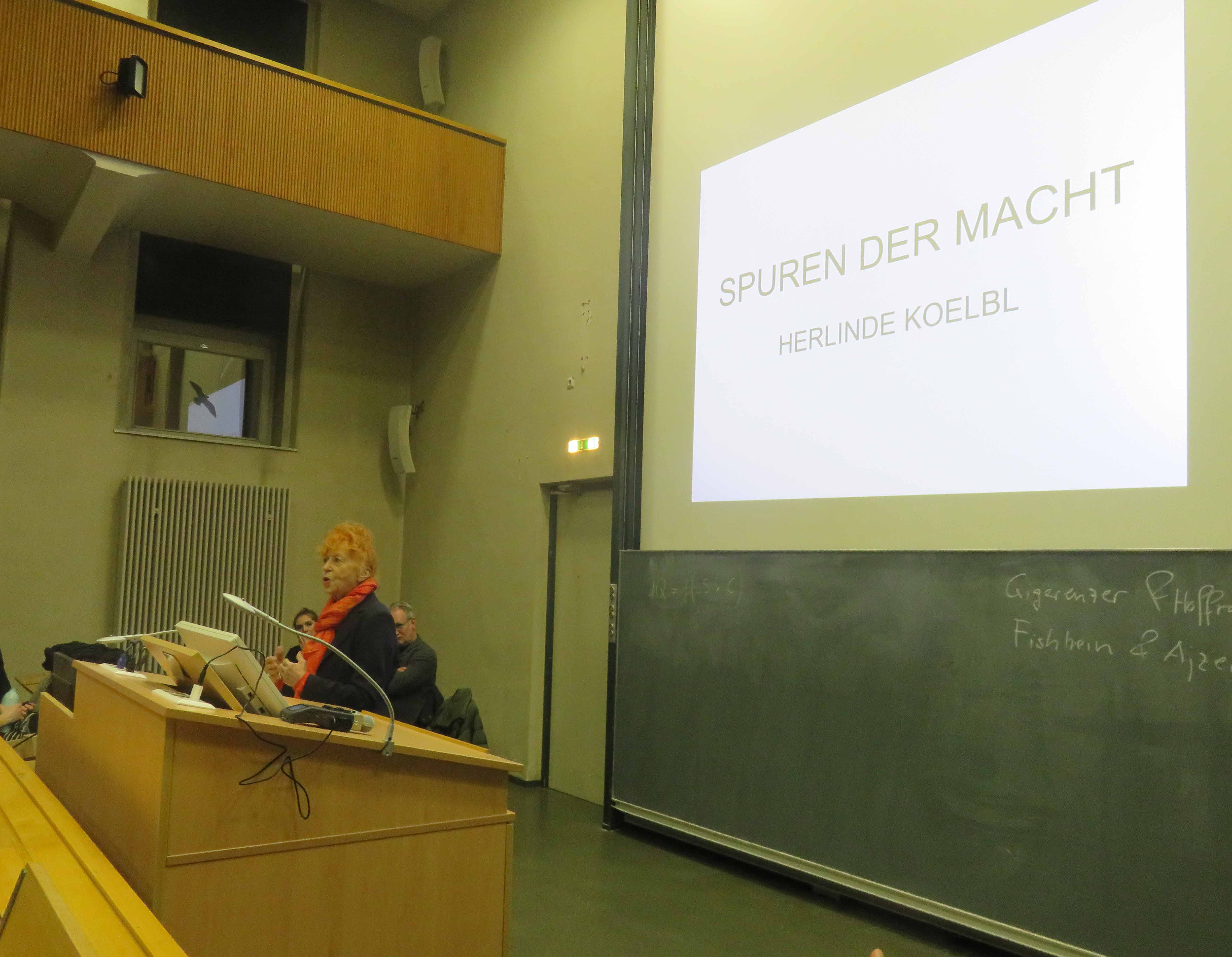
Fotografin Herlinde Koelbl während eines Gastvortrags an der Universität in Heidelberg (Januar 2020)

Ihr bislang größtes Projekt ist eine Langzeitstudie, für die sie von 1991 bis 1998 jährlich 15 Persönlichkeiten aus Politik und Wirtschaft fotografierte und interviewte. Unter dem Titel Spuren der Macht – Die Verwandlung des Menschen durch das Amt erschien 1999 ein Bildband, der u. a. die Veränderung von Joschka Fischer, Gerhard Schröder, Angela Merkel, Arnold Vaatz, Frank Schirrmacher, Renate Schmidt, Monika Hohlmeier und Irmgard Schwaetzer darstellt, sowie ein Dokumentarfilm dazu, der auch im Fernsehen ausgestrahlt wurde. 1999 wurde dieser Fernsehfilm mit dem Deutschen Kritikerpreis ausgezeichnet. Die gleichnamige Ausstellung war in Berlin (Deutsches Historisches Museum), in München (Haus der Kunst), in Bonn (Haus der Geschichte) und auf der Art Frankfurt 2002 zu sehen.
2003 drehte sie über Benjamin von Stuckrad-Barre den Dokumentarfilm Rausch und Ruhm, der dessen Weg durch den Drogenentzug zeigt.
2009 wurde zum ersten Mal eine Werkschau mit Koelbls Gesamtwerk in ihrer bislang größten Ausstellung im Berliner Martin-Gropius-Bau präsentiert. Vom 17. Juli bis zum 1. November wurden unter dem Titel Herlinde Koelbl Fotografien 1976–2009 450 teilweise unveröffentlichte Fotografien aus dreißig Jahren ausgestellt.
Sie lebt und arbeitet in Neuried bei München.

## Arbeitsweise
Herlinde Koelbl antwortete in einem Interview auf die Frage, ob sich für ihre Porträts der Fotografierte entblößen solle:

„Das ist der falsche Ansatz. Ich will eine Geschichte über den Menschen erzählen. Seine Geschichte. Das gelingt nur im Dialog. [...] Menschen öffnen sich nur, wenn sie glauben, dass der andere sie nicht dekuvrieren will. Es ist ein Miteinander. Der Porträtierte merkt, dass ich ihn annehme, nicht über ihn urteile. Ich gebe ihm Zeit, nicht funktionieren zu müssen, sondern sein zu können.“

## Auszeichnungen und Ehrungen
- 1987: Leica Medal of Excellence
- 1992: Kodak Pro Preis
- 2000: Goldene Kamera für den Dokumentarfilm Spuren der Macht
- 2001: Dr.-Erich-Salomon-Preis der Deutschen Gesellschaft für Photographie.
- 2009: Bundesverdienstkreuz am Bande
- 2010: Corine für Mein Blick
- 2010: Lindauer Kulturpreis
- 2011: Ehrenpreis der Querdenker-Awards in der Kategorie Kunst
- 2012: Oberbayerischer Kulturpreis
- 2012: Kulturpreis Bayern
- 2013: Bayerischer Verdienstorden
- 2014: Medaille München leuchtet in Gold
- 2015: Hedwig-Dohm-Urkunde des Journalistinnenbundes
- 2015: Kultureller Ehrenpreis der Landeshauptstadt München[4]
- 2024: Leica Hall of Fame Award[5]

## Werke
- 1979: Bayerische Märkte. Hugendubel, München, ISBN 3-88034-031-5.
- 1980: Das Deutsche Wohnzimmer. Bucher, München/Luzern, ISBN 3-7658-0351-0.
- 1982: Dienst am Volk. Bucher, München/Luzern, ISBN 3-7658-0398-7.
- 1984: Männer. Bucher, München, ISBN 3-7658-0462-2.
- 1986: Feine Leute. Photographien der Jahre 1979 bis 1985. Greno, Nördlingen, ISBN 3-89190-004-X.
- 1987: Hierzulande. Greno, Nördlingen, ISBN 3-89190-828-8.
- 1989: Jüdische Portraits: Photographien und Interviews. S. Fischer, Frankfurt a. M., ISBN 3-10-040204-9.
- 1990: Die im Licht, die im Schatten. Mit Renate von Forster, Verlag Antje Kunstmann, München, ISBN 3-88897-041-5.
- 1994: Kinder. S. Fischer, Frankfurt a. M., ISBN 3-10-040210-3.
- 1996: Starke Frauen. Knesebeck, München, ISBN 3-89660-005-2.
- 1996: Opfer – Ein Zyklus. Ed. Braus, Heidelberg, ISBN 3-89466-165-8.
- 1998: Im Schreiben zu Haus. Wie Schriftsteller zu Werke gehen. Fotografien und Gespräche. Knesebeck, München, ISBN 3-89660-041-9.
- 1999: Spuren der Macht. Die Verwandlung des Menschen durch das Amt. Eine Langzeitstudie. Knesebeck, München, ISBN 3-89660-057-5.
- 2001: Die Meute. Macht und Ohnmacht der Medien. Knesebeck, München, ISBN 3-89660-101-6.
- 2002: Schlafzimmer: London, Berlin, Moskau, Rom, New York, Paris. Knesebeck, München, ISBN 3-89660-140-7.
- 2002: Kunst von Kindern. Mit Antje Tesche-Mentzen, Frederking & Thaler, München, ISBN 3-89405-466-2.
- 2004: Die Kommissarinnen. Zur Ausstellung im Filmmuseum Berlin. Nicolai’sche Verlagsbuchhandlung, Berlin, ISBN 3-89479-192-6.
- 2007: Haare. Hatje Cantz Verlag, Ostfildern, ISBN 978-3-7757-2028-1.
- 2007: Schreiben! 30 Autorenporträts. Knesebeck, München, ISBN 978-3-89660-422-4
- 2009: Mein Blick. Steidl Verlag, Göttingen, ISBN 978-3-86521-976-3.
- 2012: Kleider machen Leute. Hatje Cantz Verlag, Ostfildern, ISBN 978-3-7757-3387-8
- 2013: Orchesterbilder. Deutscher Kunstverlag, Berlin, ISBN 978-3-422-07238-1
- 2014: Targets. Prestel, München, ISBN 978-3-7913-4948-0. Mit Beiträgen von Gerry Adams und Arkadi Arkadjewitsch Babtschenko.
- 2017: Stille Post. Mit Michael Krüger. Sieveking, München, ISBN 978-3-944874-67-8
- 2020: Faszination Wissenschaft. 60 Begegnungen mit wegweisenden Forschern unserer Zeit. Knesebeck, München, ISBN 978-3-95728-426-6.
- 2021: Angela Merkel. Portraits 1991–2021. Taschen, Köln, ISBN 978-3-8365-8873-7.[6]
- 2023: Metamorphosen. Steidl, Göttingen, ISBN 978-3-96999-121-3.
- 2025: Boris Pistorius. Aufbruch. Knesebeck, München, ISBN 978-3-98962-013-1.

## Fernsehfilme
- Rausch und Ruhm. (ARD, 2003) Dokumentation über den Drogenentzug des Benjamin von Stuckrad-Barre.
- Die Meute – Macht und Ohnmacht der Medien. (WDR, 2001)
- Spuren der Macht – Die Verwandlung des Menschen durch das Amt. (ARD, 1999; 90 min)

## Ausstellungen (Auswahl)
- 1985, 1991, 1996: Kunstverein Ingolstadt
- 2000: wie vor: Spuren der Macht: Die Verwandlung des Menschen durch das Amt.
- 2003: Haus der Geschichte, Bonn: Die Meute: Macht und Ohnmacht der Medien.
- 2003: Galerie im Bürgerhaus, Neunkirchen/Saar: Spuren der Macht. Die Veränderung des Menschen durch das Amt.
- 2009: Martin-Gropius-Bau, Berlin: Herlinde Koelbl – Fotografien. („Berliner Festspiele“)
- 2010: Münchner Stadtmuseum: Herlinde Koelbl – Mein Blick. Eine Werkschau 1976–2010.
- 2010: Herlinde Koelbl – Eine Werkschau – Fotografien 1976–2009. Landesmuseum für Kunst und Kulturgeschichte/Schloss, Oldenburg.
- 2011: Osram Art Projects, Seven Screens: Herlinde Koelbl – Du hast mich verzaubert mit dem Blick deiner Augen
- 2012: Herlinde Koelbl – Kleider machen Leute Deutsches Hygiene-Museum Dresden.
- 2014: Deutsches Historisches Museum, Berlin und Kunst- und Ausstellungshalle der Bundesrepublik Deutschland: Targets. Fotografien von Herlinde Koelbl.
- 2015: Ludwiggalerie Schloss Oberhausen: Herlinde Koelbl. Das deutsche Wohnzimmer, Spuren der Macht, Haare und andere menschliche Dinge – Fotografien von 1980 bis heute.
- 2016: Museum für Gestaltung Zürich, Toni Areal: Targets.[7]
- 2016: Rathausgalerie Aalen: Herlinde Koelbl. Kleider machen Leute.[8]
- 2016: Städtische Galerie Fähre, Bad Saulgau: Herlinde Koelbl – Fotografien 1979–2009.
- 2017: UNO-Hauptgebäude, New York: Refugees.
- 2017: Stadthaus Ulm: Herlinde Koelbl: Mein Blick. Werke 1980–2016.[9]
- 2018: Museum für Kommunikation, Frankfurt am Main: Stille Post.
- 2018: NRW-Forum Düsseldorf, in der Reihe BFF-Hall of Fame des Berufsverbands Freie Fotografen und Filmgestalter e. V.
- 2018: Stadtmuseum Erlangen: Herlinde Koelbl - Mein Blick. Fotografien 1980–2016
- 2019: Maximilianeum, München: Psychische Erkrankungen im Blick.
- 2022: Deutsches Historisches Museum Berlin: Herlinde Koelbl. Angela Merkel Portraits 1991–2021.
- 2022: Berlin Hauptbahnhof: Psychische Erkrankungen im Blick.[10]
- 2022: OAG Haus, Tokio: Faszination Wissenschaft[11]
- 2022: H2 – Zentrum für Gegenwartskunst, Glaspalast Augsburg: Metamorphosen. Werden - Vergehen - Entstehen
- 2023: Katholische Akademie in Bayern, München: Tod und Leben. Macht und Ohnmacht.[12]
- 2023: Bayerisches Nationalmuseum, München: Metamorphosen.[13]
- 2023: GRASSI Museum für Angewandte Kunst, Leipzig: Metamorphosen.[14]
- 2025: Stadthaus Ulm: Angela Merkel. Porträts 1991–2021